# Monumento a José Zorrilla
El monumento a José Zorrilla es una escultura en bronce con base de piedra granítica dedicada al poeta romántico José Zorrilla. Se ubica en la plaza de Zorrilla en Valladolid. El monumento es obra de Aurelio Rodríguez Vicente Carretero (también autor de la escultura al Conde Ansúrez en la Plaza Mayor y de otras en el Campo Grande), natural de Medina de Rioseco.

## Historia
En 1895, dos años después de la muerte de Zorrilla el Ayuntamiento de Valladolid comenzó a plantear la construcción de un monumento al poeta, considerando su colocación en la plaza, de reciente formación, situada frente a la entrada al Campo Grande y que constituía el inicio del Paseo que desde el 4 de febrero de 1893 llevaba el nombre del escritor. A la iniciativa del Ayuntamiento se sumó el Ateneo de Madrid que también por esas fechas, recaudaba fondos para levantar un monumento a la figura de Zorrilla. Las dos iniciativas se fusionaron y tras concederse a la ciudad el derecho de construir el monumento, se abrió una suscripción popular y se convocó en 1899 el concurso de proyectos.

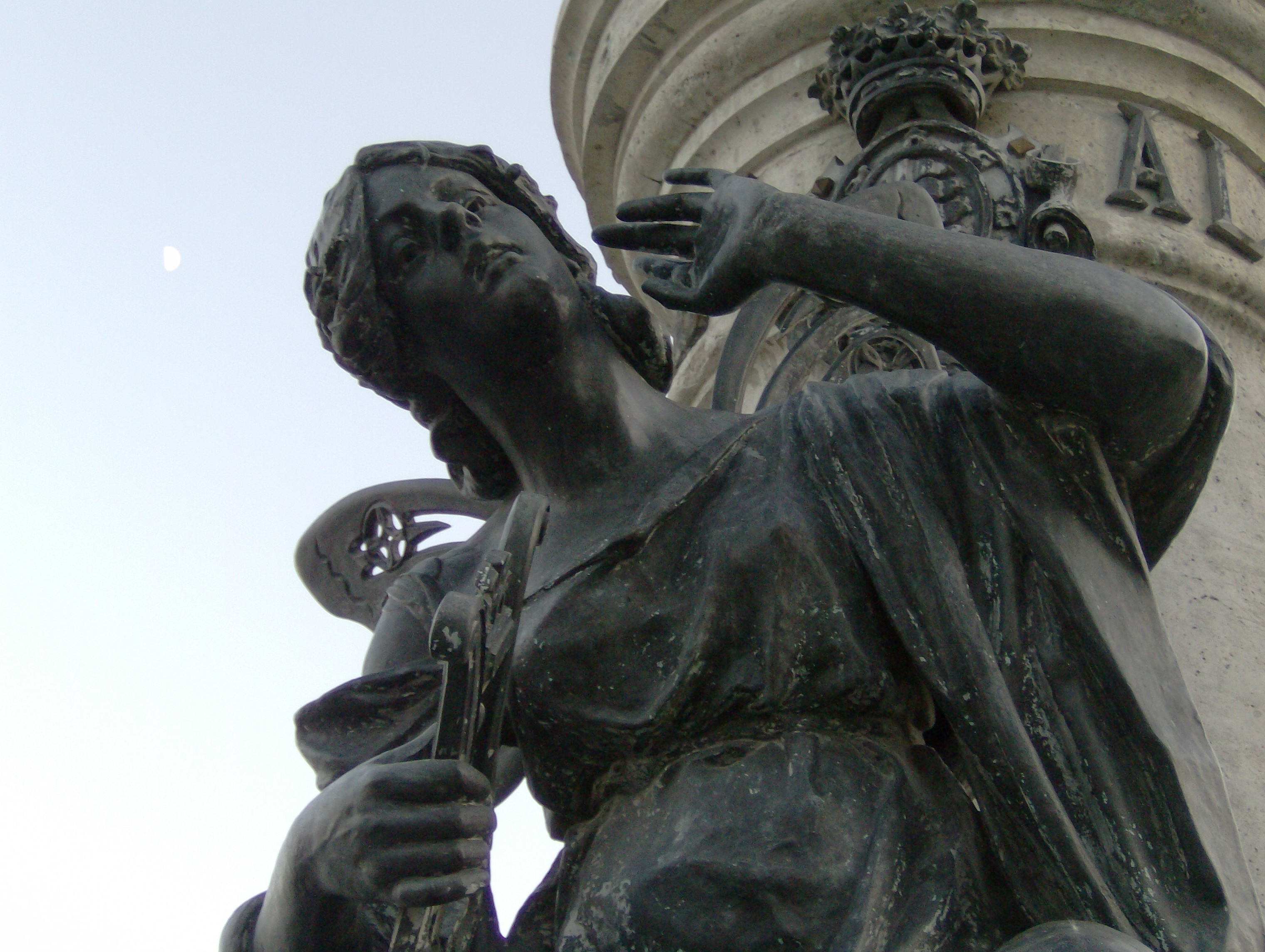
La musa, representando a la poesía

En junio del mismo año, el concurso fue adjudicado por unanimidad a Aurelio Rodríguez. El escultor residía en Madrid y había frecuentado el trato con Zorrilla durante los últimos años de éste. En 1893 pudo obtener su mascarilla mortuoria que sirvió como molde para la escultura, esta mascarilla se conserva hoy en día en la Casa Museo de Zorrilla de Valladolid. La inauguración del monumento se produjo el 14 de septiembre de 1900.

## Descripción
El pedestal consta de dos cuerpos de piedra caliza y un zócalo de granito. El cuerpo superior es un cono truncado coronado con friso y un capitel circular decorado con ocho flores de bronce. En el friso figura la inscripción: «Al poeta Zorrilla». El cuerpo inferior tiene inscripciones con las fechas de nacimiento y muerte del escritor junto con títulos de algunas de sus obras: Cantos del Trovador, Don Juan Tenorio, Granada y la dedicatoria acompañada del escudo de Valladolid.

Erigióse este monumento en virtud de suscripción nacional iniciada por el Ateneo Científico Literario y Artístico de Madrid
Año MCM